# Eskender
Pour les articles homonymes, voir Constantin II.
Eskander (Alexandre) (15 juillet 1471 – 1494) , négus d’Éthiopie de 1478 à 1494 sous le nom de Qwastantinos II (i.e Constantin II).
Il succède à son père Baeda Maryam Ier à l’âge de sept ans. Ses armées dévastent Dakkar (ville) (en), capitale de l’Adal mais ses expéditions contre les musulmans tournent au désastre.
Vers 1480, il envoie une ambassade auprès du sultan du Caire qui gagne ensuite Jérusalem. Elle obtient tout ce qu’elle désire, dont la nomination d’un nouveau métropolite. C'est sous son règne que l'envoyé du roi de Portugal Pêro da Covilhã se rend en Éthiopie en 1494 mais le roi Eskender est tué peu après son arrivée.
Le 7 mai 1494, Eskender est vaincu et tué par un archer lors d’une expédition contre les musulmans dans la Plaine du Sel. L'Éthiopie perd sa suprématie militaire. Son fils Amda Seyon II ne règne que six mois, puis est remplacé par Naod, frère d’Eskender.

## Sources
- Hubert Jules Deschamps, (sous la direction). Histoire générale de l'Afrique noire de Madagascar et de ses archipels Tome Ier : Des origines à 1800. p. 406 P.U.F Paris (1970);